# Feldhandball-Bundesliga 1970
Die Feldhandball-Bundesliga 1970 war die vierte Bundesliga-Saison im deutschen Feldhandball. Die Spiele um die 21. Feldhandball-Meisterschaft des DHB wurden in einer Nord- und in einer Südstaffel zwischen April und August 1970 ausgetragen; das Endspiel fand am 16. August 1970 vor 18.000 Zuschauern im Mindener Weserstadion statt.
Neuer Deutscher Meister wurde der TSV Grün-Weiß Dankersen, der im Finale der Staffelsieger den TV Hochdorf mit 15:11 besiegte. Dankersen holte damit den zweiten Feldmeistertitel der Vereinsgeschichte.
Absteiger dieser Saison waren die Reinickendorfer Füchse und TS Esslingen 1890; außerdem zog der Deutsche Hallenhandballmeister 1970, der TC Frisch Auf Göppingen, seine Mannschaft aus dem Feldhandball-Spielbetrieb zurück. Nach dem Hamburger SV und dem VfL Gummersbach im Vorjahr war Göppingen der dritte prominente Verein, der zukünftig auf den Spagat zwischen Feld- und Hallenhandball verzichten und sich ganz auf die attraktivere Hallensaison konzentrieren wollte.
Den Europapokal gewann zum dritten Mal in Folge der Titelverteidiger TSV Grün-Weiß Dankersen gegen den Deutschen Meister des Vorjahres, die SG Leutershausen.

## Modus
Die Liga wurde in zwei Staffeln mit je acht Mannschaften ausgetragen, den Bundesligen Nord und Süd. In Hin- und Rückspielen wurden die jeweiligen Staffelsieger und Absteiger ermittelt.
Erstmal wurde ein Halbfinale mit Hin- und Rückspielen ausgespielt, für das sich die beiden Tabellenersten und -zweiten jeder Staffel qualifizierten. Die Sieger des Halbfinals trugen das Endspiel um die Deutsche Meisterschaft aus.
Die letzte Mannschaft jeder Staffel musste in die Regionalliga absteigen.

### Aufsteiger
Für die Qualifikation zweier Mannschaften zum Aufstieg in die Bundesliga der folgenden Saison 1971 wurden Qualifikationsspiele der Regionalligameister dieser Sommersaison 1970 angesetzt.
Der Aufsteiger zur Bundesliga Nord wurde in einem Mini-Turnier der Meister der Regionalverbände West (TuS Ferndorf), Nord (Hohner SV Eintracht) und Berlin (TSV Siemensstadt) ermittelt:
TSV Siemensstadt – TuS Ferndorf: 13:15
TuS Ferndorf – Hohner SV Eintracht: 16:12
Hohner SV Eintracht – TSV Siemensstadt: 21:12
Ferndorf wurde Aufsteiger.
Den Aufsteiger zur Bundesliga Süd spielten die Meister des Süddeutschen (TSV Oftersheim) und des Südwestdeutschen Regionalverbands (SVH Kassel) in Hin- und Rückspiel aus, da jeder Verein einmal gewinnen konnte, wurde ein Entscheidungsspiel angesetzt:
TSV Oftersheim – SVH Kassel: 16:19
SVH Kassel – TSV Oftersheim: 9:13
TSV Oftersheim – SVH Kassel: 10:8
Da Frisch Auf Göppingen seine Mannschaft zurückzog, konnten beide Vereine aufsteigen.

## Zusammenfassung Saisonverlauf
In der Südgruppe hatte die SG Leutershausen zum dritten Mal hintereinander den Titel geholt; da GW Dankersen im Norden nur den zweiten Platz belegt hatte, kam es schon im Halbfinale zur Revanchebegegnung der beiden Vorjahresfinalisten, bei der sich Dankersen durchsetzte: Von den sieben Toren, die Dankersen im Hinspiel vorgelegt hatte, konnte Leutershausen im Rückspiel nur fünf aufholen. Im Finale im heimischen Weserstadion verdankte Dankersen es insbesondere dem „wie entfesselt aufspielenden“ Bernd Munck, dass der Gegner TV Hochdorf chancenlos blieb.

### Bundesliga Nord

#### Tabelle
|    | Abschlusstabelle Nord      | Sp. | S  | U | N  | Tore    | Diff. | Punkte |
| -- | -------------------------- | --- | -- | - | -- | ------- | ----- | ------ |
| 1. | TuS 05 Wellinghofen        | 14  | 11 | 0 | 3  | 183:150 | +33   | 22:6   |
| 2. | TSV Grün-Weiß Dankersen    | 14  | 10 | 0 | 4  | 212:151 | +61   | 20:8   |
| 3. | TV Oppum 1894              | 14  | 7  | 2 | 5  | 173:166 | +7    | 16:12  |
| 4. | Sportfreunde Hamborn 07    | 14  | 7  | 1 | 6  | 183:188 | −5    | 15:13  |
| 5. | ESV Jahn Rheinhausen (A)   | 14  | 5  | 2 | 7  | 181:181 | 0     | 12:16  |
| 6. | TV Angermund 09            | 14  | 4  | 3 | 7  | 174:189 | −15   | 11:17  |
| 7. | Eintracht Braunschweig (A) | 14  | 5  | 1 | 8  | 152:186 | −34   | 11:17  |
| 8. | Reinickendorfer Füchse (A) | 14  | 2  | 1 | 11 | 195:242 | −47   | 5:23   |

Absteiger: Reinickendorfer Füchse

#### Ergebnisse
Ergebnisse der Spiele der Bundesliga Nord dieser Saison
Heimmannschaft: linke Spalte / Gastmannschaft: obere Zeile
| Bundesliga Nord 1970   | TuS 05 Wellinghofen | TSV Grün-Weiß Dankersen | TV Oppum 1894 | Sportfreunde Hamborn 07 | ESV Rheinh. | TV Angermund 09 | Eintracht Braunschweig | Reinickendorfer Füchse |
| ---------------------- | ------------------- | ----------------------- | ------------- | ----------------------- | ----------- | --------------- | ---------------------- | ---------------------- |
| TuS Wellinghofen       |                     | 14:13                   | 11:8          | 19:12                   | 14:10       | 6:8             | 20:7                   | 18:14                  |
| GW Dankersen           | 14:7                |                         | 15:6          | 13:6                    | 14:15       | 16:12           | 21:10                  | 16:14                  |
| TV Oppum               | 13:9                | 14:12                   |               | 12:12                   | 13:6        | 14:14           | 10:14                  | 18:20                  |
| Sportfreunde Hamborn   | 12:15               | 15:13                   | 11:16         |                         | 11:12       | 20:15           | 15:13                  | 17:16                  |
| ESV Rheinhausen        | 10:11               | 12:18                   | 12:14         | 9:13                    |             | 16:9            | 15:15                  | 22:13                  |
| TV Angermund           | 10:12               | 12:13                   | 9:14          | 15:16                   | 8:8         |                 | 16:13                  | 16:16                  |
| Eintracht Braunschweig | 10:15               | 3:12                    | 5:2           | 10:14                   | 12:11       | 9:11            |                        | 19:13                  |
| Reinickendorfer Füchse | 9:12                | 11:22                   | 16:19         | 10:9                    | 16:23       | 16:19           | 11:12                  |                        |

### Bundesliga Süd

#### Tabelle
|    | Abschlusstabelle Süd    | Sp. | S  | U | N  | Tore    | Diff. | Punkte |
| -- | ----------------------- | --- | -- | - | -- | ------- | ----- | ------ |
| 1. | SG Leutershausen (M)    | 14  | 11 | 0 | 3  | 217:179 | +38   | 22:6   |
| 2. | TV Hochdorf             | 14  | 9  | 1 | 4  | 198:182 | +16   | 19:9   |
| 3. | TSV Birkenau            | 14  | 8  | 0 | 6  | 165:155 | +10   | 16:12  |
| 4. | SG Dietzenbach          | 14  | 7  | 2 | 5  | 209:212 | −3    | 16:12  |
| 5. | TV Großwallstadt        | 14  | 7  | 1 | 6  | 217:196 | +21   | 15:13  |
| 6. | TS Steinheim 1874       | 14  | 5  | 1 | 8  | 204:221 | −17   | 11:17  |
| 7. | TC Frisch Auf Göppingen | 14  | 5  | 0 | 9  | 211:226 | −15   | 10:18  |
| 8. | TS Esslingen 1890 (A)   | 14  | 1  | 1 | 12 | 193:243 | −50   | 3:25   |

Absteiger: TS Esslingen 1890
Rückzug: TC Frisch Auf Göppingen

#### Ergebnisse
Ergebnisse der Spiele der Bundesliga Süd dieser Saison
Heimmannschaft: linke Spalte / Gastmannschaft: obere Zeile
| Bundesliga Süd 1970 | SG Leutershausen | TV Hochdorf | TSV Birkenau | SG Dietzenbach | TV Großwallstadt | TS Steinheim 1874 | Frisch Auf Göppingen | TS Esslingen 1890 |
| SG Leutershausen    |                  | 12:11       | 14:6         | 19:16          | 19:17            | 15:14             | 16:13                | 19:13             |
| TV Hochdorf         | 9:12             |             | 12:8         | 16:13          | 15:13            | 22:15             | 20:15                | 20:16             |
| TSV Birkenau        | 8:7              | 13:5        |              | 15:8           | 10:16            | 15:5              | 16:15                | 13:8              |
| SG Dietzenbach      | 13:21            | 20:16       | 14:12        |                | 21:19            | 19:16             | 16:13                | 13:12             |
| TV Großwallstadt    | 14:9             | 13:13       | 5:8          | 14:10          |                  | 15:8              | 18:14                | 26:19             |
| TS Steinheim        | 15:12            | 9:10        | 17:13        | 14:14          | 19:21            |                   | 20:15                | 18:16             |
| FA Göppingen        | 16:24            | 12:14       | 17:12        | 14:21          | 16:13            | 13:11             |                      | 19:9              |
| TS Esslingen        | 14:18            | 11:15       | 12:16        | 11:11          | 15:13            | 21:23             | 16:19                |                   |

### Endrunde

#### Halbfinale
TV Hochdorf – TuS 05 Wellinghofen: 16:13 / 9:11
TSV Grün-Weiß Danksen – SG Leutershausen: 11:5 / 13:17

#### Endspiel
TSV Grün-Weiß Dankersen – TV Hochdorf: 15:11 (Halbzeit: 7:5)